# Cniva

Diagramação da invasão de 249-251

Cniva ou Kniva foi um chefe gótico de meados do século III que, em 249-251, invadiu o Império Romano. Ele com sucesso capturou a cidade de Filipópolis, a atual Plovdiv búlgara, e matou o imperador Décio (r. 249–251) e seu filho Herênio Etrusco na Batalha de Abrito durante sua tentativa de retirada do império. Com seus sucessos, a ele foi permitido que partisse com seus espólios e um tributo foi pago para que permanecesse fora dos domínios imperiais. Com o não cumprimento da promessa de tributo, novamente atacou o Império Romano em 253, mas desta vez foi derrotado pelo governador Emiliano.

## Biografia
Cniva é somente citado na Gética de Jordanes. Segundo o relato, após a morte do rei Ostrogoda, Cniva reuniu destacamentos godos e aliados germano-sármatas (taifalos, bastarnas, carpos, vândalos asdingos, etc.) e se organizou para invadir as províncias do Império Romano; é possível que desertores romanos também se uniram a ele. Em 249, atravessou a cidade de Rômula, que havia sido refortificada no mais tardar em 248, cruzou o Danúbio próximo de Sucidava (atual Corabia-Celei, na Romênia) e dirigiu-se para Esco (próximo de Gigen, na Bulgária), onde virou-se para leste e moveu-se rio abaixo rumo a Mésia Inferior. Para manter-se em contato com o exército gótico liderado por Argedo e Gunderico que estava sitiando Filipópolis (atual Plovdiv, na Bulgária), Cniva fez um movimento de pinça.
Nessa ocasião, o legado mésio Galo apareceu e repeliu os godos de Cniva em direção de Nova (atual Svistov, na Bulgária), na foz do rio Iantra. Ele, contudo, não deu meia volta e decidiu dirigir-se para o sul ao longo do alto curso do Iantra de modo a unir-se com os godos em Filipópolis. No fim da primavera de 250, o imperador Décio (r. 249–251) repeliu os carpos da Dácia e dirigiu-se contra os godos na tentativa de derrotá-los. Ele apareceu subitamente em Nicópolis, mas Cniva já havia conseguido saqueá-la e estava se dirigindo para as montanhas dos Bálcãs.

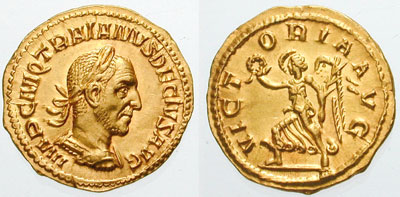
Áureo de Décio r.

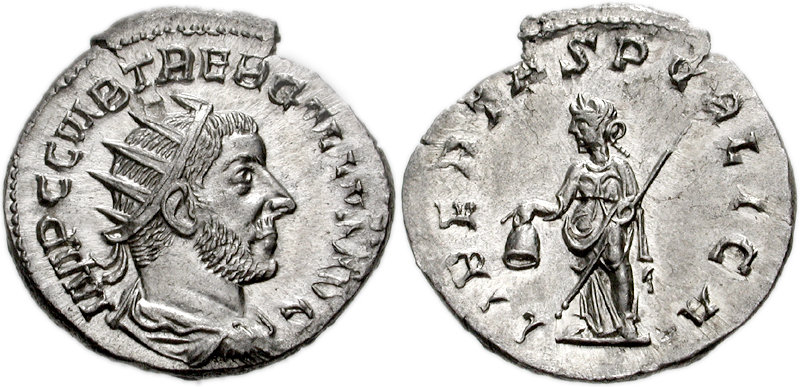
Antoniniano de Treboniano Galo r.

Com a partida de Cniva, Décio cruzou o monte Hemo (através do passo de Chipca) e acampou em Beroia (atual Stara Zagora), onde foi mais tarde derrotado num ataque surpresa do rei gótico. Seu exército foi aniquilado e ele foi obrigado a retornar para Nova, onde encontrou-se com o general Galo que estava estacionado com uma grande força para proteger a fronteira. Ali, Décio agrupou o exército dessa região, bem como aquele de Esco, e preparou-se para os conflitos subsequentes. O exército romano só estaria pronto na primavera de 251, permitindo aos godos darem prosseguimento em seu cerco de Filipópolis, que caiu no verão de 250. O governador local Tito Júlio Prisco, que foi aclamado imperador para negociar com os godos, tentou convencê-los a aceitar a rendição pacífica da cidade, mas ela foi saqueada e muitos romanos foram mortos ou feitos cativos.
Em posse de grande quantidade de butim, Cniva começou os preparativos para o retorno dos godos para suas terras no começo de 251, porém na direção reversa àquela utilizada pelos godos de Argedo e Gunderico para invadir a Mésia. Ao mesmo tempo, Décio interceptou partidários dos germânicos e reparou as fortificações danúbias, bem como realizou investidas bem-sucedidas contra os godos. Em meados do verão daquele ano as tropas de Décio encontraram-se com a força principal de Cniva. Cniva, ciente da superioridade numérica dos romanos, atraiu-os para uma zona pantanosa próximo da pequena cidade de Fórum Terebrônio (em latim: Forum Terebronii) ou Abrito.
A batalha subsequente, talvez travada em junho, foi um desastre para os romanos, e tanto Décio como seu filho Herênio Etrusco pereceram. No rescaldo, o imperador Treboniano Galo (r. 251–253) permitiu que Cniva partisse e prometeu pagar tributo para que não invadisse novamente. Apesar disso, o governador da Mésia e Panônia Emiliano recusou-se a pagar o tributo, causando uma nova invasão gótica em 253 que penetrou tão longe quanto a Trácia e Macedônia. Emiliano com sucesso conseguiu atacar os invasores, que foram expulsos e perseguidos para além do Danúbio, onde um ataque-relâmpago foi realizado nos territórios deles. O destino de Cniva depois disso é incerto. Herwig Wolfram propôs em sua obra História dos Godos que Cniva pode ter perecido em um dos conflitos com os romanos que se desenrolaram após sua campanha em 249-251. John Drinkwater, por outro lado, afirma que seu desaparecimento nas décadas subsequentes foi decorrência dos subsídios romanos e da ocupação dos godos com assuntos em outros lugares.

## Identidade e família

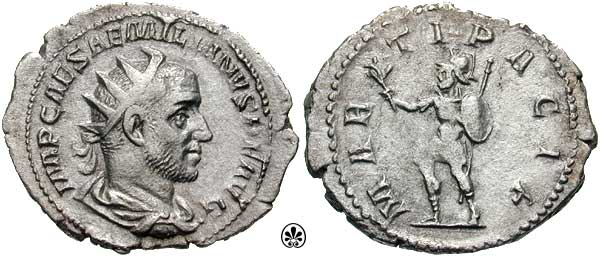
Antoniniano de Emiliano r.

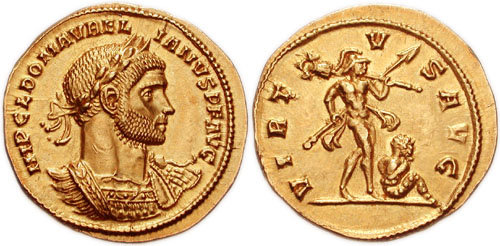
Áureo de Aureliano r.

Ainda hoje há dúvida quanto a identidade de Cniva. Herwig Wolfram sugeriu que o nome de Cniva está presente nos nomes de Ovida e Nidada, respectivamente avô e bisavô do chefe dos tervíngios do começo do século IV Geberico. Para ele, é possível supor que o nome "Nidada" seja uma variação do termo hipotético "Cnivida", que por sua vez é uma variação de Cniva; além disso, o autor considera a possibilidade de Nidada e Cniva serem a mesma pessoa. Vários autores também já associaram Cniva ao rei gótico Canabaldo, morto por Aureliano (r. 270–275) em 271, enquanto outros pontuam o último como seu filho.

## Avaliação
John Wilkes avalia que a liderança de Cniva parece ter sido crucial para os sucessos militares dos godos e ele refletiu avanços na sociedade germânica na medida em que os invasores não fugiram no primeiro revés, mas permaneceram leais até conseguiram uma vitória conclusiva. Patricia Southern aventou que Ostrogoda, o alegado antecessor de Cniva segundo a Gética, seria uma alusão à unificação dos godos sob seu comando. Ingemar Nordgren, por sua vez, não considerou Cniva como rei (juiz), mas sim um comandante militar local (rei) como talvez Ostrogoda, que ele considera como tendo comandando os godos próximo ao fim do século III e não antes de Cniva.
Herwig Wolfram e Ingemar Nordgren consideram que Cniva somente foi comandante das forças góticas ocidentais (tervíngios). Com sua morte tempos depois, os godos cindiram definitivamente e os tervíngios decidiram abolir a realeza e se assentar na Dácia, nessa altura já desocupada pelos romanos (Gutiuda); Wolfram sugeriu também que neste processo os tervíngios rejeitaram a autoridade da Amalingos quando se tornaram reis dos godos orientais (grutungos). No entanto, apesar de abolirem a realeza, isso pode não ter afetado completamente o estatuto das famílias reais, como o clã de Cniva que, por essa teoria, retomaria o poder com Geberico.